# توماسو مونتانو
توماسو مونتانو (بالإيطالية: Tommaso Montano)‏ هو مبارز بالسيف إيطالي، ولد في 14 مارس 1953 في ليفورنو في إيطاليا.

## وصلات خارجية
- توماسو مونتانو على موقع أوليمبيديا (الإنجليزية)
- توماسو مونتانو على موقع اللجنة الأولمبية الإيطالية (الإيطالية)